# Gouvernement Sarïev II
Pour les articles homonymes, voir Gouvernement Temir Sarïev.
République kirghize
Sarïev I Jeenbekov I
Le gouvernement Temir Sarïev II est le gouvernement de la République kirghize du 8 novembre 2015 au 13 avril 2016.

## Composition
- Par rapport au gouvernement Temir Sarïev I, les nouveaux ministres sont indiqués en gras, ceux ayant changé d'attributions en italique[1],[2].

### Membres du gouvernement
| Poste                                                                               | Titulaire | Titulaire              | Parti      |
| ----------------------------------------------------------------------------------- | --------- | ---------------------- | ---------- |
| Premier ministre                                                                    |           | Temir Sarïev           | Ak-Shumkar |
| Premier vice-Premier ministre                                                       |           | Aaly Karashev          |            |
| Vice-Premier ministre Chargé des Affaires économiques                               |           | Oleg Pankratov         |            |
| Vice-Premier ministre Chargé des Affaires sociales                                  |           | Gulmira Kudaiberdieva  |            |
| Ministre de l'Agriculture, de l'Industrie alimentaire et des réclamations foncières |           | Turdunazir Bekboev     |            |
| Ministère de la Culture, de l'Information et du Tourisme                            |           | Altynbek Maksutov      |            |
| Ministère de la Défense                                                             |           | Abibilla Kudayberdiyev |            |
| Ministre de l'Économie                                                              |           | Arzybek Kozhoshev      |            |
| Ministre de l'Éducation et de la Science                                            |           | Elvira Sarïeva         |            |
| Ministère des Situations d'urgence                                                  |           | Koubatbek Boronov      |            |
| Ministère de l'Énergie et de l'Industrie                                            |           | Kubanychbek Turdubaev  |            |
| Ministre des Finances                                                               |           | Adylbek Kasymaliev     |            |
| Ministre des Transports et des routes                                               |           | Argynbek Malabaev      |            |
| Ministre des Affaires étrangères                                                    |           | Erlan Abdyldaev        |            |
| Ministère de la Santé                                                               |           | Talantbek Batyraliev   |            |
| Ministre de l'Intérieur                                                             |           | Melis Turganbayev      |            |
| Ministre de la Justice                                                              |           | Jyldyz Mambetalieva    |            |
| Ministère du Travail, de la Migration et de la Jeunesse                             |           | Aibek Azyrankulov      |            |
| Ministre du Développement social                                                    |           | Kudaibergen Bazarbaev  |            |
| Ministre du Transport et des Communications                                         |           | Argymbek Malabaev      |            |
| Président du Comité pour la Défense                                                 |           | Marat Kenjisariev      |            |
| Président du Comité pour la Sécurité nationale                                      |           | Abdil Segizbayev       |            |

### Postes non ministériels
- Les nouveaux officiels sont indiqués en gras, ceux ayant changé d'attributions en italique[2].

| Poste                                       | Titulaire | Titulaire       | Parti |
| ------------------------------------------- | --------- | --------------- | ----- |
| Commandant en chef des effectifs militaires |           | Janybek Kaparov |       |